# Marcheline Bertrand
Marcia Lynne "Marcheline" Bertrand (ur. 9 maja 1950 w Chicago, zm. 27 stycznia 2007 w Los Angeles) – aktorka amerykańska. Córka Lois Jun Gouwens i Rollanda F. Bertranda.

## Życiorys
Bertrand ze strony matki miała indiańskich przodków z plemion irokeskich; ponadto ma korzenie frankokanadyjskie, niemieckie i holenderskie. Jako młoda dziewczyna uczyła się aktorstwa razem z Lee Strasbergiem, w którego instytucie teatralnym wiele lat później studiowała jej córka, Angelina Jolie.
12 grudnia 1971 Marcheline poślubiła Jona Voighta, z którym miała dwoje dzieci: syna Jamesa Havena i córkę Angelinę Jolie. Małżeństwo zakończyło się separacją (1976), a następnie rozwodem (1980). Po separacji zaangażowała się w pracę społeczną, zakładając fundację na rzecz Indian amerykańskich i pracując w niej.
W 1978 poznała twórcę filmów dokumentalnych, Billa Day. Ich związek trwał 11 lat.
W ostatnich latach życia zaangażowała się w związek z Johnem Trudellem.
Zmarła z powodu raka jajnika, po trwającej 7,5 roku chorobie.

## Filmografia
- 1983: Mężczyzna, który kochał kobiety (The Man Who Loved Women) jako Dziewczyna
- 1982: Szukając wyjścia (Lookin' to get Out) jako Dziewczyna w jeepie